# Бойківщина

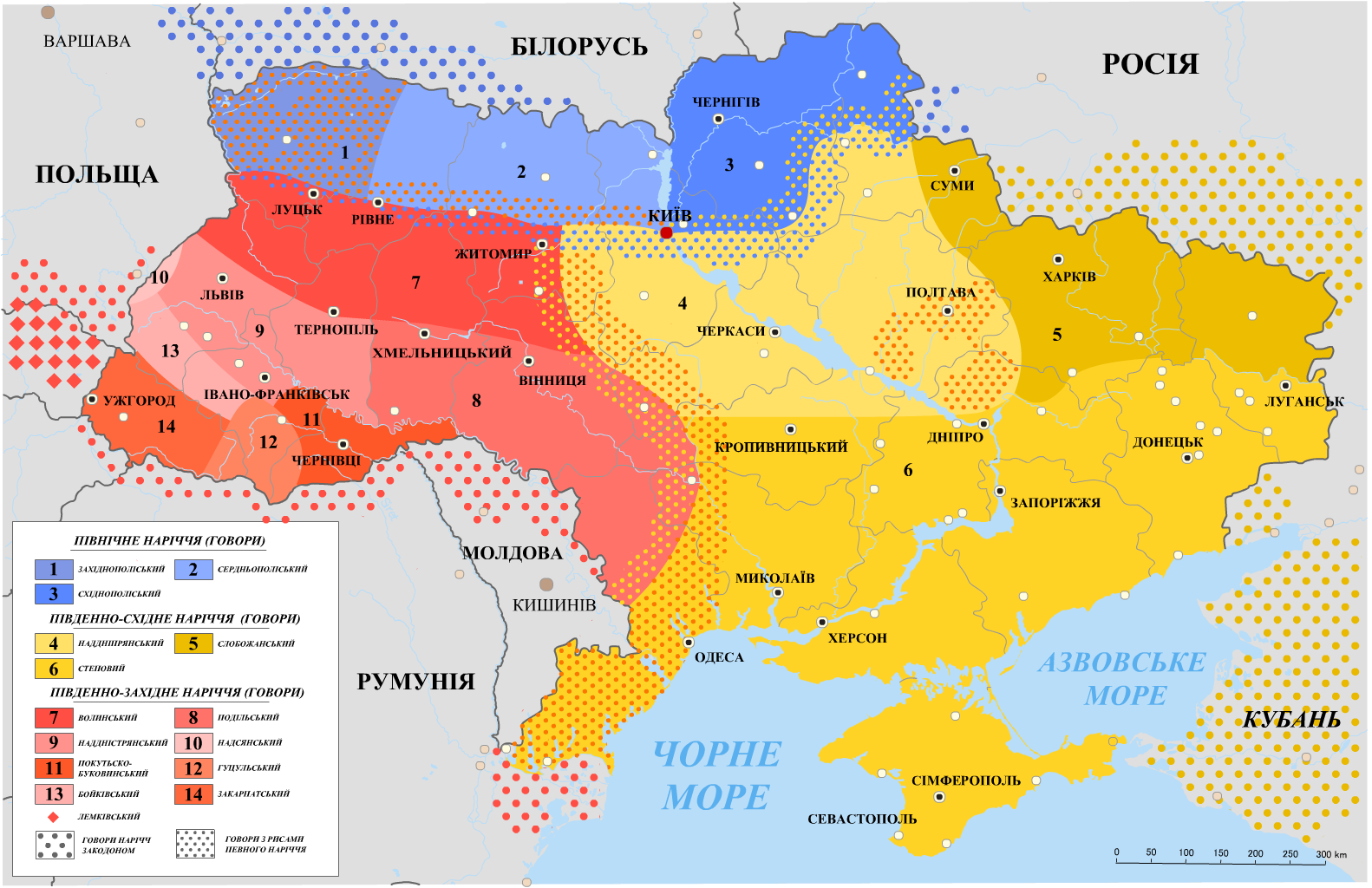
Карта українських нарічч і говорів (2005).
Бойківський говір (13)

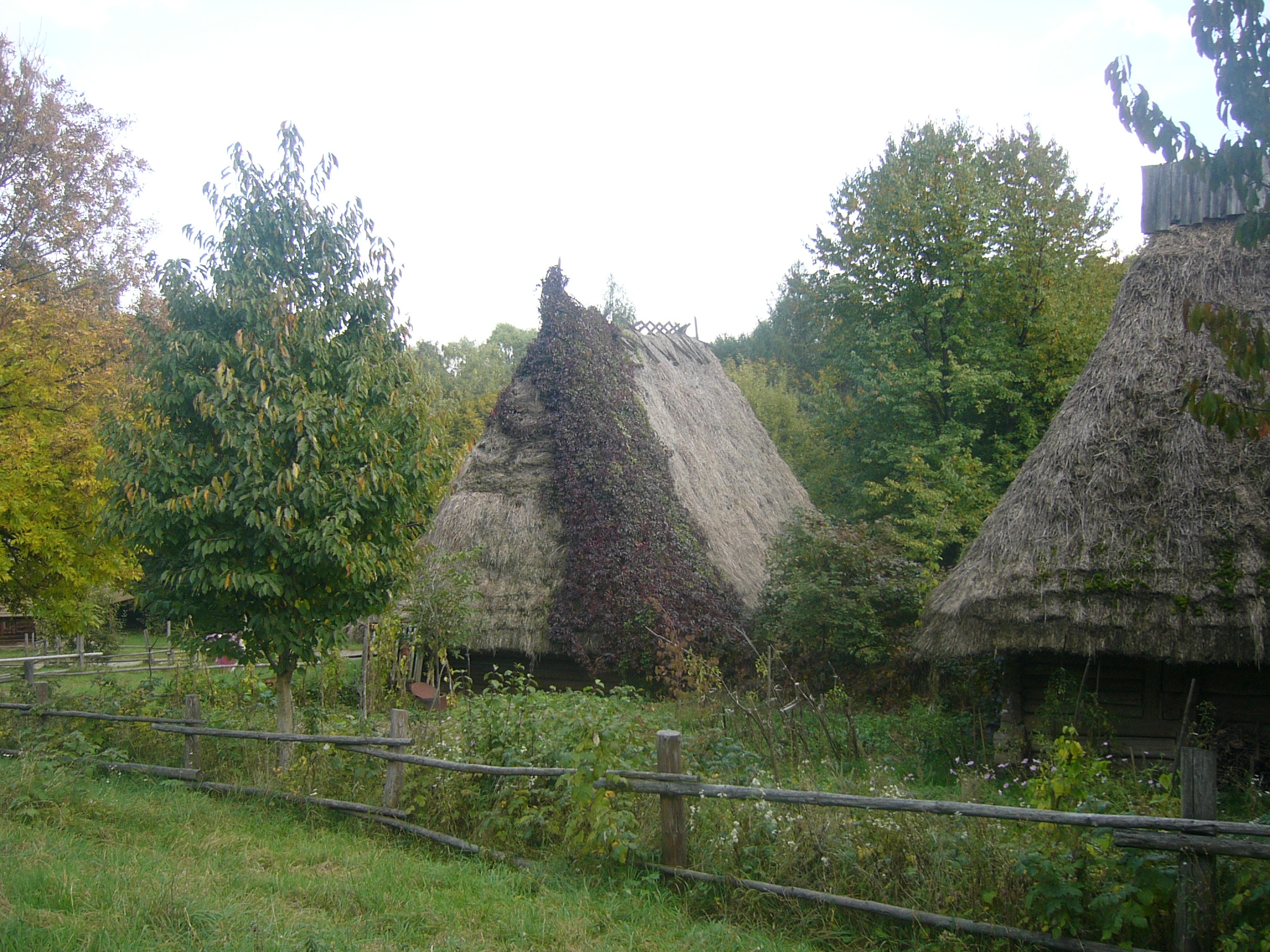
Музей народної архітектури і побуту у Львові, сектор «Бойківщина». Садиба середини XIX століття з с. Пилипець.

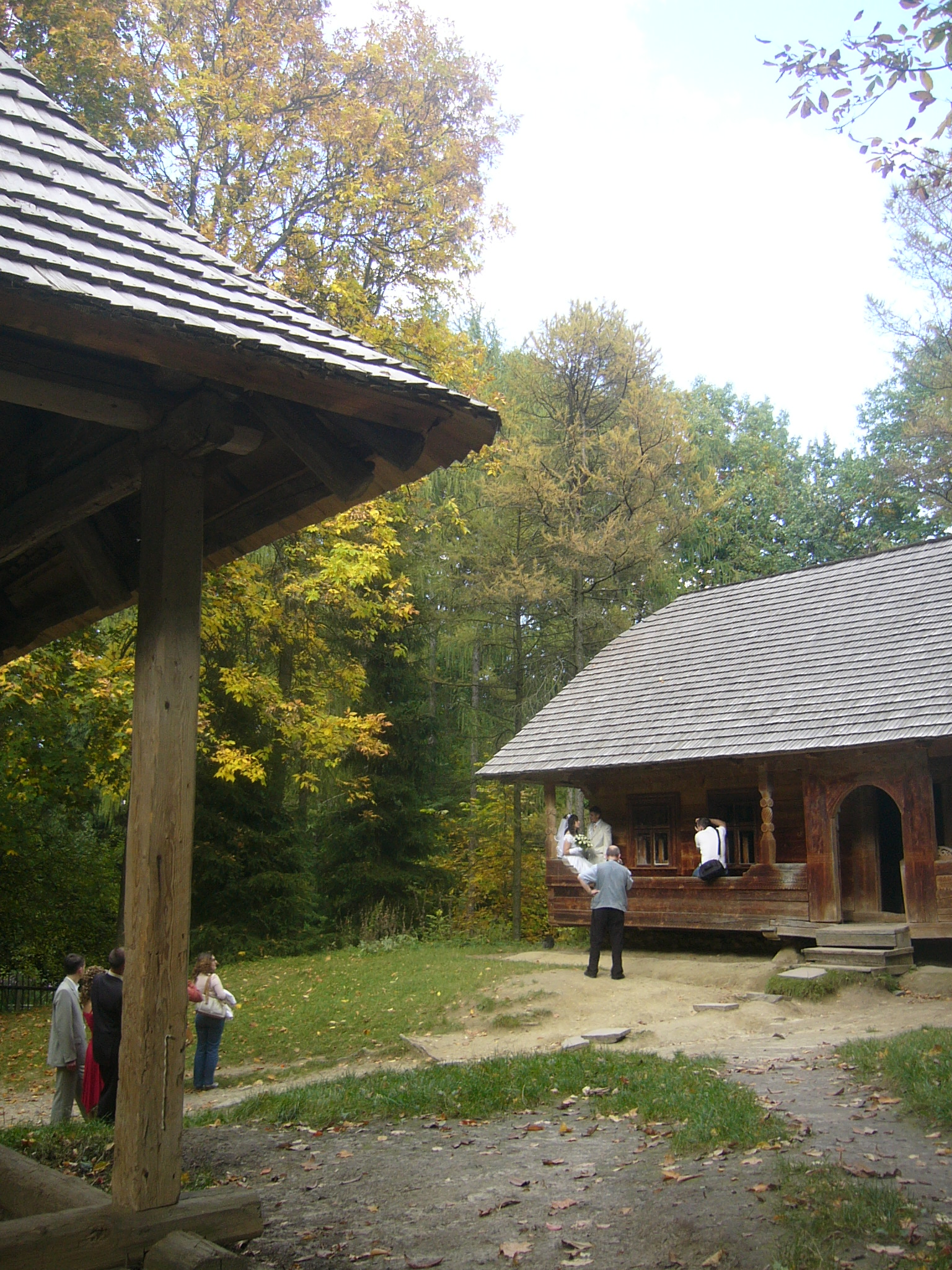
Музей народної архітектури і побуту у Львові, сектор «Бойківщина». Хата 1912 року з с. Либохора.

Бо́йківщина — етнокультурний регіон на північних і південних схилах Карпат, простягається від річок Лімниця і Тересва на сході до річок Уж і Сян на заході, охоплює гірські райони Львівської, Івано-Франківської та Закарпатської областей, охоплює близько 8 тисяч км². Походить від назви населення регіону — бойків.
До історичної Стрийщини належав чималий шмат етнографічної Бойківщини, включаючи Сколе (перша письмова згадка — 1397 р.).
Сколе відоме в нашій історії ще зі Середньовіччя. З трагічною загибеллю у 1015 р. князя Святослава Володимировича тут пов'язано чимало топоніміки. Це й Сколе, й Славське, й урочище Святославова могила, й річка Опір. Досі збереглися скельні монастирі поблизу сіл Розгірче та Труханів («Скелі Довбуша»), а також залишки фортеці Тустань поблизу села Урич, де тепер щороку відбувається фестиваль середньовічної культури.
Найбільші міські поселення — Турка, Сколе, Бориня, Воловець, Міжгір'я, Старий Самбір, Борислав, Перегінське, Долина й інші.

## Історія
Через Бойківщину здавна проходив головний торговельний і військовий шлях з України в Угорщину й Західну Європу.
У 1772–1918 роках Бойківщина перебувала у складі володінь Габсбурґів (згодом Австрійська імперія й Австро-Угорщина), у 1919–1939 роках — у складі Польщі. Після приєднання 1939 року Західної України та 1945 року Закарпаття до УРСР входить до складу Української держави.
На Бойківщині народилися багато відомих діячів, зокрема гетьман Петро Сагайдачний, генеральний суддя з часів Хмельниччини Іван Креховецький, письменник Іван Франко.

## Дослідження Бойківщини
Іван Вагилевич був першим з українських дослідників, який в основному визначив територію розселення бойків Карпатським хребтом між верхів'ям річок Сяну і Лімниці та підгірськими землями на півночі, а також займався вивченням матеріальної культури Бойківщини. 1839 року опублікував у чеському журналі велику статтю «Бойки, русько-слов'янський люд у Галичині», де всебічно і науково висвітлює історію, побут, територію розселення.
Іван Франко присвятив історії та культурі цього краю низку художніх, публіцистичних та наукових творів («Етнографічна експедиція на Бойківщину», «Карпато-руське письменство» та інші).
Протягом 1934–1939 років у Самборі виходив «Літопис Бойківщини» — видання, присвячене дослідженню історії, культури та побуту етнографічного регіону. В період незалежності воно знову почало виходити, але тепер у Дрогобичі.
Унікальний проєкт "Я Бойко" був створений в травні 2023р. Мельниковичем Михайлом з с.Гошів, Долинщина. Проєкт має на меті збереження та популяризацію Бойківської культури. Проєкт "Я Бойко" нараховує тисячі відеосюжетів, сотні респондентів, десятки наукових статтей які розповідають про життя бойків. За значну просвітницьку роботу Михайла Мельниковича визнано амбасадором Бойківщини.
Бойківське сузір'я
«Бойківське сузір'я» — книга-довідник Наталі Кляшторної, яка вийшла друком у 2012 році. Словник з короткими відомостями про 300 видатних осіб, котрі своїм походженням, життям чи діяльністю пов'язані з бойками і Бойківською землею. Також подані відомості про представників інших етнічних груп та національностей, котрі кожен у своїй царині допомагали бойкам, популяризували їхню культурну спадщину та в цілому сприяли розвою Бойківщини. Книга стала дипломантом І ступеня XVI Бойківського літературно-краєзнавчого конкурсу імені Мирона Утриска від 30 серпня 2012 року в Турці.
Словник говірок центральної Бойківщини
«Словник говірок центральної Бойківщини» — містить слова і стійкі звороти, які записав український науковець-філолог Микола Матіїв у 32-х селах Львівської області протягом 28 років особисто шляхом опитування старожилів, представників молодшого і середнього поколінь безпосередньо на місцях їхнього постійного проживання. Подано 6 450 слів та 1 768 стійких одиниць і зразків усної народної творчості.
Микола Дмитрович Матіїв (нар. 1962 в селі Либохора Сколівського району Львівської області) — український науковець-філолог, кандидат філологічних наук, доцент, автор праць з ономастики, діалектології, лексикографії, автор Словника говірок центральної Бойківщини / М. Д. Матіїв, — Київ — Сімферополь: Ната, 2013. — 602 с.

## Межі Бойківщини
Північна
На початку XIX століття північною етнографічною межею Бойківщини був Дністер. Пізніше дослідники констатують її дедалі більше поступове пересування на південь. Так, Ю.Гошко північну межу Бойківщини (станом на кінець XIX — початок XX ст.) проводив південніше від Дністра — по передгір'ях Карпат (по лінії населених пунктів Ясень, Липовиця, Спас, Вигода, Витвиця, Болехів, Розгірче, Нижня і Верхня Стинави, Орів, Тустановичі, Опака, Підбуж, Недільна, Сушиця, Стара Сіль та Лопушна).
Західна
Роман Райнфус написав фундаментальну працю пол. «Ze studiów nad kulturą materialną Bojków». Окреслив межі етнографічної Бойківщини, зокрема на найдискусійнішому в наукових колах відтинку — західному.